# Велики окаш
Велики окаш (Lasiommata maera) је дневни лептир из породице шаренаца (Nymphalidae).

## Опис
Највећа је врста у свом роду. Величина наранџасте површине и интензитет боје варирају, тако да може бити врло сличан планинском окашу (Lasiommata petropolitana). Горња страна задњих крила је уједначено смеђа. Распон крила је од 44 до 56 mm.

## Распрострањење
Присутна је у безмало целој Европи, као и у великим деловима Азије.
Живи у свим пределима Србије, с тим што је знатно чешћа у брдско-планинском подручју него у равници.

## Биологија
Станиште су јој обично рубови шума, делимично обрасли пропланци и камените косине, мада се може наћи и у шумама.
Гусеница се храни разним травама.
У Србији се може наћи од априла до октобра, негде има једну а негде две годишње генерације.

## Галерија
- мужјак
- женка
- женка